# Tomás Asiain
Tomás Asiáin Magaña (Tudela, Navarra, 28 de junio de 1922 - Tudela, 21 de enero de 1989), fue un compositor español. Entre sus obras cabe destacar Suite de Las Tres Danzas, Misa Solemne de Sallent de Gállego, Pirinaica,  múltiples composiciones para Coro y la transcripción de "La muerte no es el final".

## Biografía
Inició sus estudios musicales a muy temprana edad bajo la tutela de Luis Gil Lasheras (1896-1972), director de la "Banda municipal" y profesor de la Escuela de Música "Castel Ruiz" de Tudela. Tomó clases del organista de la Catedral de Tudela Tomás Jiménez Gutiérrez (1885-1957) quién, observando sus aptitudes recomendaría a sus padres, Jesús Asiáin y Julia Magaña, que prosiguiera estudios musicales fuera de su Tudela natal. Humildes agricultores y en plena postguerra, éstos seguirían el consejo sobre su único hijo. 
En 1941, con 18 años, ingresa como "Educando de música" en la Banda de música de la Academia General Militar de Zaragoza y tras ganar varias oposiciones, consigue estudiar con el profesor Francisco Maganto López (1910-1989).
En 1943 aprueba las oposiciones para clarinete, siendo nombrado "sargento-músico".
En 1944 aprueba las oposiciones para "Requinto de 1ª" en Madrid, con el número 1 de su promoción, siendo ascendido a "brigada-músico" y destinado a la "Banda de la Academia Auxiliar de Madrid".
Durante esta etapa en la capital de España, su inquietud musical le llevaría también hacia la Música ligera. Fue cofundador de la Orquesta Turia, para la que llegó a componer numerosas obras de los ritmos de moda: (bolero, balada, mambo, chachacha, etc.). Con ella actuaría repetidamente en la Sala "Pasapoga Music Hall" de Madrid, un referente de la música ligera del momento. De este tiempo (1949), data su primer premio de Composición en un concurso convocado por el Diario Pueblo de Madrid con "Bolero para dos".
En 1948 se casa con María Antonia Riancho Andretti. El matrimonio tendría tres hijos: Ana, Jesús y Tomás.
Abandona su lucrativa actividad como intérprete y prosigue estudios de Composición y Dirección con el profesor Ricardo Dorado Janeiro (1907-1988), alcanzando en 1955 el Título de Composición por el Real Conservatorio Superior de Música de Madrid. En esta época conoce a su paisano y maestro Fernando Remacha, con quien estudia y descubre los secretos del Dodecafonismo de Schönberg. Ambos mantendrían una cercana relación personal durante toda su vida.
En 1956 gana las oposiciones para Director de Bandas Militares siendo destinado a Vitoria, en donde también ejerce como profesor de Armonía en el Conservatorio de la capital alavesa. Allí conoce al maestro Jesús Guridi, con quién llega a trabajar repetidamente en la preparación de los coros para varias representaciones de sus obras. Es probable que su predisposición hacia la música vocal naciera de su relación con el gran maestro vasco. 
En 1961 es destinado a Jaca-Huesca, marcando el inicio de uno de sus periodos más prolíficos como compositor y director de Coros. Se hizo cargo entonces de la schola cantorum del seminario jaqués y organizó un coro de estudiantes. Funda igualmente otra agrupación coral, el Orfeón Jacetano, con la que logra desarrollar una intensa actividad y alcanzar gran popularidad. 
En 1971 consigue su traslado a Pamplona como Director de la Banda de Música de la División de Montaña n.º 6, abandonando paulatinamente su intensa actividad como director y centrando su trabajo en la composición. Desde Pamplona, colabora estrechamente en la creación del Conservatorio de Música Fernando Remacha de Tudela
Por razón de edad, en 1983 pasa a la reserva militar activa, (con el grado de comandante-director músico, el máximo al que se podía
aspirar en aquella época en el cuerpo de músicos militares), y vuelve a residir en su muy querida Tudela natal. El 21 de enero de 1989, fallece repentinamente en su domicilio de Tudela, cuando acometía la revisión de su primera obra sinfónica, La "Suite de las Tres Danzas".

## Su música
La música de Tomás Asiáin, responde a los valores estéticos y filosóficos del llamado modernismo musical. Un tiempo de metamorfosis artística, de perspectivas estéticas muy diversas e incluso contradictorias en el que un mismo autor, puede participar de varias tendencias sucesiva y hasta simultáneamente. Es un tiempo de reconsideración y ruptura con los cánones tradicionales del Ritmo, la Tonalidad y la Armonía, en busca de una libertad expresiva  liberada de las rígidas convenciones académicas precedentes. 
Fernando Remacha, Manuel de Falla, Stravinsky, Jesús Guridi, Isaac Albéniz, Schönberg, Hindemith, Joaquín Gaztambide, Ruperto Chapí, los impresionistas franceses... Todos estos autores, en mayor o menor grado, serían objeto de su especial e influyente admiración. Beethoven y Wagner, un contrapunto obligado.
Cómo compositor, merecen ser  destacadas varias obras sinfónicas como La Suite de las Tres Danzas, Pirinaica o la Misa Solemne de Sallent de Gállego escrita para orquesta y Coro, múltiples piezas para Coro mixto como "Aduérmete", "Serenata altoaragonesa", "Pater noster", Arantza, "Jota Oroél", así como otras composiciones para Banda de música como "Oración montañera", "La Ronda del Rabal", "Navarricos", "Guarnición de Navarra", "Festival en Jaca" y trabajos como la "Misa Navarra"  Rondalla.
Entre sus trabajos hallaremos también innumerables transcripciones y adaptaciones destacando especialmente La muerte no es el final. Basada en una canción cristiana compuesta por Cesáreo Gabaráin Azurmendi, fue armonizada e instrumentada para banda de música y coro por él en 1981, llegándose a adoptar por las Fuerzas Armadas de España como "obra preceptiva" en las ceremonias de Homenaje a los Caídos. Existe una reducción para piano y voces. 
Cómo elementos externos de influencia en su obra, no debería obviarse su tierra natal, Navarra y Tudela, por la que  sentía un profundo afecto, ni tampoco Aragón. Los Pirineos, el Alto Aragón, la Jacetania, y el Valle de Tena, serían también una poderosa fuente de inspiración.

## Obras principales

### Orquesta Sinfónica y Coro
- Suite de las Tres Danzas. Madrid 1956. (Transcripción para Banda de música)
- Misa Solemne de Sallent de Gállego. –Música Sacra y Órgano-. Jaca y Pamplona. Febrero de 1977. (Transcripción para Banda y Coro)
- Pirináica. (Ezpata-dantza). Pamplona 1978. (Transcripción para Banda):

### Banda y Coro
- Arantza. (Zortziko). Jaca 1971. (Transcripción para Coro mixto)
- Jota Oroél. (Jota altoaragonesa). Jaca 1967. (Transcripción para Coro)
- Oración Montañera. Música Castrense. Pamplona 1978.
- Guarnición de Navarra. Música Castrense. Pamplona 1979.
- Tropas de Montaña. Música Castrense. Pamplona 1979.
- Festival en Jaca. Banda de música y coro (Himno). Jaca 1965. (Transcripción para Coro mixto)
- Navarricos. Pasacalle navarro. Tudela, 1980.
- La Ronda del Rabal. Pasodoble aragonés. (¿) (Transcripción para piano y violín)
- Er Nene. Pasodoble torero. Madrid (¿)

### Música Coral
- Pater noster; –M. Sacra- 4 VV mixtas; Do M. -. Jaca 1966.
- Jota Oroél; 5 VV mixtas y solista; Do M. Jaca 1967.
- Danza antigua; 4 VV mixtas; Sol M. Jaca 1968.
- Serenata Altoaragonesa; 5 VV mixtas; Do M. 1968.
- Trompas del Pirineo; Sardana; 5 VV mixtas; La b M. Jaca 1969.
- Aduérmete; Nana altoaragonesa; (Nana Chesa); 4 VV mixtas y solista. Mi M. Jaca 1970.
- Pastors y Zagalas; Villancico altoaragonés; 4 VV mixtas y solista. Jaca 1970.
- Arantza; Zortziko; 4 VV mixtas y solista; Re M. Jaca 1971.
- Pastores del Pirineo; Ezpata-dantza; 5 VV mixtas; Do M. Pamplona 1972.
- El Camino; 4 VV mixtas; La b M. Pamplona 1976.
- Sol de Tudela; Jota Navarra; La M.; Tudela 1980. (Transcripción para Rondalla). Letra: José Ferrer.
- Campanas del Alba; Misa Navarra (Auroras); Coro mixto y órgano, cuarteto de jota y acordeón; Tudela 1982.

### Música Ligera
- Bolero para dos/ Himno del Volatín/ Luna de mi Brasil/ Malaje/ Si volvieras/ Te lo voy a decir/

## Cargos y reconocimientos
Fue director titular de numerosas agrupaciones corales y bandas de música como: 
- Banda militar de Vitoria.1956.
- Banda militar de Jaca. 1961.
- Schola Cantorum del Seminario de Jaca. 1961.
- Fundador del Coro de estudiantes del Instituto "Domingo Miral" de Jaca. 1962.
- Fundador del "Orfeón Jacetano". Jaca 1962.
- Banda militar de la División de Montaña n.º 6 de Pamplona. 1971.
- Fundador del Coro de estudiantes del Instituto "Navarro Villoslada" de Pamplona. 1971.
- Director del Coro "Joaquín Gaztambide" de Tudela. 1985. Fundado por Fernando Remacha.

Fue director invitado de la "Orquesta Santa Cecilia" de Pamplona y el Orfeón Pamplonés en varias ocasiones. Con estas agrupaciones musicales llegó a colaborar estrechamente, como por ejemplo en el estreno de La Suite de Las Tres Danzas, con motivo de la inauguración IX Festival Internacional Folclórico de los Pirineos de 1971 en Jaca.
Colaboró intensamente en la consolidación del "Conservatorio Fernando Remacha" de Tudela en donde impartiría clases de "Armonía".

### Reconocimientos
- Primer premio en el "Concurso Nacional de Pasodobles de 1961 con "La Ronda del Rabal".
- Primer premio en el "Concurso Nacional de Coros Polifónicos" en seis ocasiones: Sevilla 1965/Salamanca 1968/Madrid 1969/ Barcelona 1970/ Alicante 1971 y Granada 1972.
- Primer premio en el "Festival de masas corales Canal de las Bardenas" de Ejea de los Caballeros en tres ocasiones: 1970/1971 y 1972.
- Premio "Conservatorio de Música de Zaragoza" con el "Orfeón Jacetano" a la mejor coral de Aragón. 1974.
- "Sueldo Jaqués". Máxima distinción del Ayuntamiento de Jaca. 1974.
- "Medalla Johann Strauss", impuesta por la Embajada de Austria en España en 1976.

## Archivo documental
Todo el material de partituras originales, manuscritos y otros documentos de interés, fue donado por los herederos de Tomás Asiáin al Gobierno de Navarra en 1992 y se encuentra archivado y depositado desde el año 2017 en el Archivo General de Navarra, organismo dependiente del Departamento de Cultura Turismo y Relaciones Institucionales del Gobierno de Navarra.  
El inventario de su producción fue realizado a partir del material musical original, así como de un amplio reportaje documentado que incluye recortes de prensa, programas, críticas, premios, conciertos, etc., conformado en 49 obras y clasificado en 11 carpetas. Catalogado, ordenado e inventariado por Evaristo de los Reyes Moreno en marzo de 1993 por encargo de la "Institución Príncipe de Viana" del Gobierno de Navarra.